# 高田三平
高田 三平（たかた さんぺい、1956年 - ）は、日本の画家、陶芸家。東京家政大学教授(2017~)。造形作家。福岡県出身。

## 略歴・人物
1956年福岡県に生まれる。1975年福岡県立京都高等学校卒業。1982年多摩美術大学絵画科油画専攻陶芸コース卒業。1999年に葉山町に築窯し、高田三平工房を主宰した。東京家政大学陶芸家非常勤講師、同大学教授を経て、多摩美術大学美術学部工芸学科非常勤講師に就任。

## 活動
- 高田三平 個展・グループ展

### パブリックコレクション展
- アルゼンチン近代美術館 日本の家（アルゼンチン）
- フィラデルフィア美術館（アメリカ）

## 受賞歴
- 1997年 - 朝日陶芸展入選。
- 1998年 - ビアマグランカイベストアート賞受賞。
- 1999年 - 国際クラフト展伊丹入選。